# Limousine
Een limousine (ook vaak limo genoemd) is een carrosserievorm voor een auto. Het is van origine een voertuig met een gesloten dak voor de passagiers terwijl het gedeelte voor de chauffeur geen overdekking had. De naam komt van het Franse limousine, een regio in centraal Frankrijk. In de regio Limousin droegen de bewoners kappen en gewaden, die zowel het open gedeelte als het gesloten gedeelte van de limousine symboliseerden.
De term refereert aan een luxe-auto, die verlengd is of waarvan de passagiers gereden worden door een chauffeur. Vaak zit de chauffeur door een raam of tussenschot afgescheiden van de passagiers. De passagiersruimte heeft veelal donkere ramen. Het verlengen van een voertuig hoeft niet per se te gebeuren door de fabrikant, maar kan ook door een derde partij gedaan worden. Vaak worden limousines gebruikt door rijke en/of vooraanstaande personen of worden ze gehuurd voor feesten en andere gelegenheden. Zodoende is het overgrote deel van de limousines in handen van overheden en bedrijven, terwijl slechts een enkel individu een eigen limousine heeft. Zowel in de Verenigde Staten als in Europa worden de meeste limousines door onafhankelijke bedrijven geproduceerd: zij kopen luxewagens op en verlengen deze voertuigen en bouwen luxe-onderdelen in of voorzien de auto zelfs van kogelwerend materiaal en bepantsering.

## Geschiedenis
De eerste limousine werd gebouwd in 1902. Hierbij zat de bestuurder slechts overdekt en niet in een afgesloten compartiment, in tegenstelling tot de personen die hij vervoerde. Ten gevolge van het toenemende aantal luxevervoermiddelen bestond de behoefte om duidelijke namen te hebben voor verschillende types limousines. In 1916 beschreef de Society of Automotive Engineers een limousine als een gesloten wagen met drie tot vijf inzittenden, waarbij de bestuurdersstoel zich buiten bevindt. Pas in 1928 werd de eerste Stretched Limousine gebouwd in de Verenigde Staten. Deze werden voornamelijk gebruikt om beroemde muzikanten mee te vervoeren en behaalden zo faam als Big Band Buses.
Traditioneel gezien is de limousine een verlenging van een grote (vaak luxueuze) wagen. Een verlengd frame en wielbasis zorgen ervoor dat het passagiersgedeelte uitgerekt kan worden. Veelal hebben de passagiers meer beenruimte dan strikt noodzakelijk en is er naast een voorwaarts gerichte bank ook nog een achterwaarts gerichte bank aanwezig. Hierdoor hebben de meeste limousines een capaciteit van 4-6 personen. Deze bankopzet is ook nog in gebruik bij de alom bekende Londense Black Cab.
Wagens als de Maybach 62, Rolls-Royce Phantom Coupé, Audi A8L, Volkswagen Phaeton, Mercedes-Benz CLS-Klasse Mercedes-Benz S-Klasse, Jaguar XJ, BMW 7-serie, Lincoln Town Car, Bentley Continental Flying Spur en de Cadillac DTS hebben geen tussenschot tussen de chauffeur en de passagiers en worden veelal gebruikt om één of twee personen mee te vervoeren. Pas als een wagen gestretched is, kunnen er meer dan drie personen mee vervoerd worden, exclusief de chauffeur. De grote autofabrikanten maken al jaren zelf geen stretched limousines meer. Bedrijven die luxueuzere wagens verlengen, bouwen vaak meerdere gadgets in als beeldschermen, minibars, muziekinstallaties, lichtshows, airconditioning, spiegelhemel en soms zelfs een jacuzzi.

## Wetgeving
In de meeste landen is een standaard rijbewijs voldoende om een limousine te mogen besturen. In Europa zijn dat voertuigen die minder dan 3500 kg wegen en maximaal 8 personen kunnen vervoeren. Hiervoor is rijbewijs B voldoende.
Door wetgeving in Europa is het niet toegestaan om meer dan 8 passagiers te vervoeren zonder een vergunning voor besloten busvervoer. In de Verenigde Staten en Canada is het toegestaan om tot 14 personen te vervoeren. Sinds oktober 2007 is de wetgeving met betrekking tot zijdelingse zitplaatsen veranderd. Hierdoor mogen er geen nieuwe limousines met zijdelingse zitplaatsen meer geproduceerd worden. Limousines van voor oktober 2007 mogen echter nog wel zijdelingse zitplaatsen hebben.
Miniklasse · Economyklasse · Compacte middenklasse · Middenklasse · Hogere middenklasse · Topklasse · Gran Turismo · Sportwagen · Limousine · Multi-purpose vehicle · Sports utility vehicle · Terreinauto · Bestelwagen